# KV8
KV8 es una tumba egipcia del llamado Valle de los Reyes, situado en la orilla oeste del Nilo, a la altura de la moderna ciudad de Luxor. Su ocupante es el cuarto faraón de la dinastía XIX, el rey Merenptah.

## Marco histórico
Tras el larguísimo reinado de Ramsés II, le sucedió su decimotercer hijo Merenptah, quien ya por aquel entonces era un anciano sexagenario que sorprendería a la Historia sobreviviendo diez años más, de 1222 a 1212 a. C., aproximadamente. Sin embargo, lo que menos necesitaba en aquel momento el país era un rey anciano, incapaz de enfrentarse con el vigor y la determinación necesarias a los acuciantes problemas que habían surgido a finales del reinado de Ramsés II.
Merenptah estuvo muy lejos de igualar en grandeza a su padre y a su abuelo, pero tampoco fue un rey de segunda categoría. Pese a su avanzada edad pudo rechazar la invasión de los Pueblos del Mar, una confederación de piratas que había sembrado el caos en todo Oriente Próximo e incluso habían podido derribar al antes todopoderoso Imperio hitita. También se piensa que pudo ser el faraón mencionado en el Éxodo, pues es de su época de cuando se data la primera mención a los nómadas que luego conformarían el pueblo hebreo. Pero poco más hizo el monarca: se limitó a construir un modesto templo funerario y su tumba en el Valle de los Reyes, pero sin tratar de hacer sombra al ya inmortalizado Ramsés II.
Su reinado fue una continuidad del anterior, en cuanto a que los problemas siguieron persistiendo e incluso aumentando. Los sacerdotes de Amón buscaron apoyos en la nobleza tebana y el virrey de Nubia, y la presencia todo el año del faraón en su nueva capital en Pi-Ramsés alejaron aún más el Alto Egipto de la esfera de influencia de Merenptah. También aumentaron las desigualdades, y la existencia de ladrones y de bandas organizadas a lo largo del Nilo está bien documentada. El ocaso de las Dos Tierras había comenzado, y los días dorados ya se estaban acabando.

## Situación

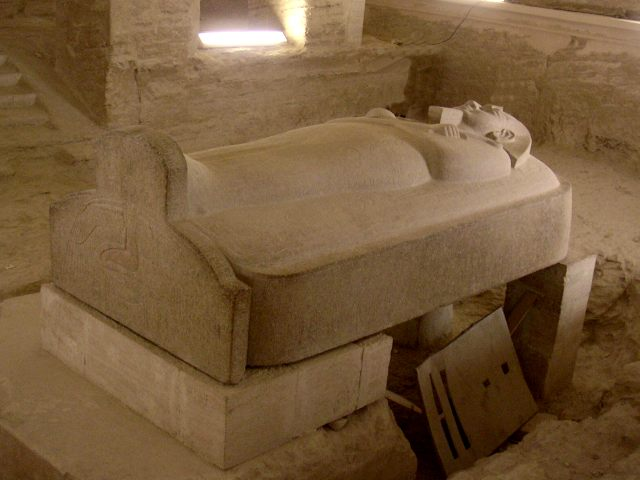
Sarcófago exterior de Merenptah, hallado en KV8.

KV8 está situada en la parte central del Valle, al sur de la tumba de Ramsés II (KV7) y prácticamente enfrente de la famosa KV55. Se encuentra al norte y prácticamente en paralelo respecto a KV9, y también está muy cerca de KV62, la tumba de Tutanjamón. Ofrece un diseño mucho más simplificado y que ya heredarían todos sus sucesores con pocos cambios.
En KV8 se abandona definitivamente el eje doblado o ligeramente empujado, y se utiliza el eje recto (presente en todas las tumbas reales de los monarcas siguientes). Merenptah ordenó suprimir las jambas de las puertas para poder hacer entrar el enorme sarcófago exterior, y con ese propósito se redujo la pendiente descendente y se aumentó la anchura del lugar. También se puede observar la presencia de un corredor de entrada (A) de longitud realmente considerable, y la existencia de un pequeño pozo funerario: la tumba de Merenptah es la última en incluirlo.
La tumba puede dividirse en las siguientes estancias: la entrada, tres primeros pasillos (B, C, D), el pozo (E), la sala de pilares (F), dos pasillos inferiores (G, I) con una antecámara entre ellos (H) y finalmente la cámara sepulcral (J) y una cámara auxiliar (K). Además de todos estos lugares, la cámara K presenta tres pequeños almacenes contiguos (Ka, Kb, Kc); la cámara J, cuatro (Ja, Jb, Jc y Jd); y la cámara F uno (Fa). Este último tiene anexo un pequeño nicho, único en diseño en todo el Valle, que responde a la nomenclatura habitual de Faa.

## Decoración

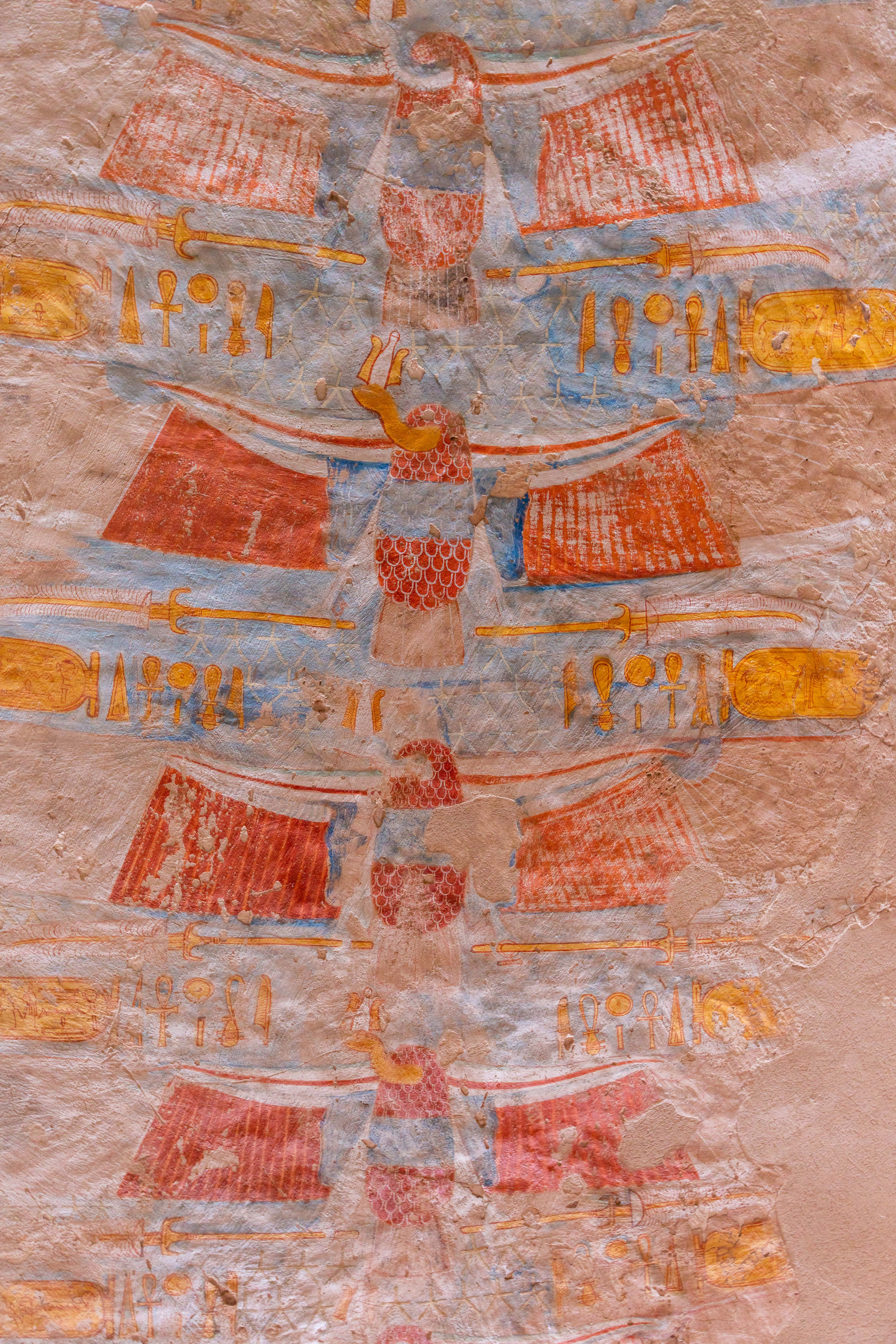
Jeroglíficos en KV8.

Al estar situada en una parte baja del Valle de los Reyes, la tumba de Merenptah ha sufrido periódicamente las más violentas inundaciones, que han asolado la mayor parte de la decoración del lugar. Este suceso también se ha dado en las tumbas más próximas en espacio y tiempo, a saber, las de Ramsés II y la de sus hijos, los hermanos y medio-hermanos de Merenptah.
El esquema de decoración de KV8 sigue el mismo programa que las tumbas de Sethy I y Ramsés II, con muy pocos cambios. El estado de las pinturas que han sobrevivido es notable, y siguen conservando casi todos los colores con mucha viveza, a excepción del verde y azul que comienza a perderse.
- El primer pasillo descendente (B) tiene en su entrada la ya tradicional imagen del disco solar alado, en esta ocasión acompañado de las diosas Isis y Neftis, así como están inscrtiso los nombres y epítetos de Merenptah. A lo largo del corredor hay escenas de la Letanía de Ra, así como del rey ante los dioses Ra-Horajti y Meretseger. También existen pinturas de dioses-buitre volando.

- El segundo pasillo (C) es muy similar en decoración al primero, presentando otro disco solar a su entrada, y más escenas de la Letanía de Ra. A todo esto se le añaden partes del Libro de las Puertas, del Libro de los Muertos e incluso fragmentos de las horas tercera y cuarta del Libro del Amduat. Algunas de las imágenes más representativas ilustran a Isis, Neftis y Anubis.

- El tercer pasillo (D) tiene su decoración tan dañada como los dos anteriores, pero se permite distinguir con cierta claridad las horas cuarta y quinta del Amduat y en el techo, el cielo cuajado de estrellas.

- Por su parte, el pozo funerario (E) tiene en su entrada partes de las horas décima y undécima del Amduat y sobre todo, imágenes del rey acompañado de varias deidades. Estas pinturas han sido muy dañadas, y a veces es imposible distinguir quién ha sido representado, pero se puede llegar a identificar a Osiris, Anubis, los cuatro hijos de Horus y sus cuatro diosas protectoras (Isis, Neftis, Neit y Serket).

- La sala de pilares (F) ha sufrido tanto en la decoración como en su estructura arquitectónica el efecto de las decoraciones, pero entre tanto caos los expertos pudieron identificar escenas del Libro de las Puertas y numerosas imágenes del dios Osiris. También aparece la diosa Maat alada, y el propio Merenptah con divinidades como Ra-Horajti, Ptah y Horus. La cámara anexa Fa no ofrece ninguna decoración, pero el pequeño nicho Faa sí, y además no ha sido perjudicada por la riada. Se cree que este lugar estaba destinado a albergar los vasos canopes de Merenptah (pues aparecen los cuatro hijos de Horus, destinados a protegerlos) o que era una capilla dedicada a la memoria de Ramsés II, ya que encontramos su nombre y varios de sus epítetos inscritos en la pared.

- Los siguientes corredores (G e I) han sido muy perjudicados por las inundaciones, tanto en las pinturas como en la estructura, pero se ha podido adivinar parte del ritual de Apertura de la Boca sobre la momia de Merenptah. En la cámara H, situada entre ambos pasillos, alberga una tapa del sarcófago desechada junto a la pared, así como escenas del Libro de los Muertos, en las que aparece el difunto faraón ante el tribunal de Osiris.

- La cámara sepulcral (J) con escaleras interiores y ocho pilares, tiene en su interior más escenas del Libro de las Puertas, así como parte del Libro de las Cavernas. El techo tiene motivos astronómicos. Por su parte, la decoración de las cuatro cámara subsidiarias no está determinada, y lo mismo podemos decir las cámaras K, Ka, Kb y Kc, que además han resultado muy dañadas por las inundaciones.

- Es dato bien sabido que la tumba de Merenptah ha estado abierta desde la antigüedad al menos hasta la cámara de pilares F. En toda esta longitud vemos hasta 135 grafitos de diversas épocas: demótico, griego, latino e incluso un dialecto anatolio que indica la procedencia de uno de los turistas que tuvo este lugar hace siglos.

## Excavación

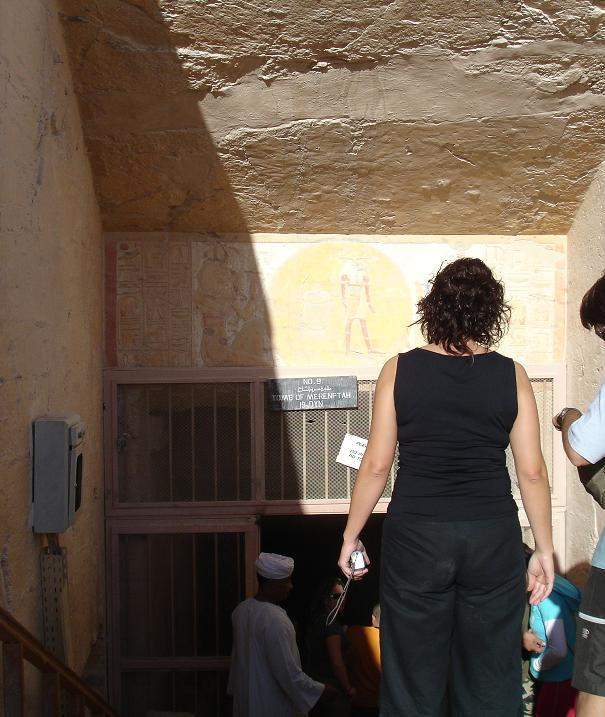
KV8: puerta de entrada.

Aunque existen numerosos viajeros cuya visita y labores en la tumba está bien registrada, no sería hasta la temporada 1903-1904 que se llevase una excavación en toda regla en KV8, realizada por Howard Carter. En esta época el arqueólogo inglés descubrió en la cámara sepulcral los restos de los cuatro sarcófagos de piedra que serían utilizados para cubrir los interiores (seguramente de metales preciosos) del difunto faraón. Los tres más exteriores son de granito rojo, y el interior de calcita blanca, y los cuatro son de una gran belleza. El tamaño del más grande de ellos es tan enorme que tuvieron que destruirse las jambas de las puertas e incluso algunas columnas tuvieron después que volverse a hacer para dejar paso a tan imponente y pesada estructura.
La siguiente -y hasta el momento, última- excavación realizada en KV8 fue hecha por Edwin C. Brock de 1985 a 1988, quien pudo limpiar la mayor parte de la cámara sepulcral y del pozo funerario (aunque no toda la tumba está desescombrada, sigue habiendo cámaras llenas de fragmentos de las paredes) y trajo a la luz restos de los vasos canopes usados por Merenptah.

## La momia real
El cadáver de Merenptah no fue hallado en DB320 con el de su padre, su abuelo y su bisabuelo, y ya se había perdido la esperanza de encontrarlo hasta el hallazgo del segundo escondite de momias reales, en la tumba de Amenhotep II, KV35. Este lugar estaba muy cerca de KV8, así que el traslado no tuvo que ofrecer mucho problemas. Y allí, junto a otros tantos faraones, descansaba el cuerpo del sucesor del famoso Ramsés II. El sarcófago en el que descansaba Merenptah estaba destinado en un principio al faraón Sethnajt, lo que nos hace pensar que su cuerpo sea uno el perteneciente al único varón adulto sin identificar de la tumba.
La momia sufrió muchos daños a manos de los ladrones que saquearon su tumba: tiene rota la clavícula derecha, se ha desgarrado el brazo derecho y la región abdominal, y tiene un feo agujero en la cabeza, practicado quizás para encontrar algún tipo de joyas dentro de la cabeza embalsamada del faraón. Sin embargo, lo que más extrañó a los arqueólogos y expertos que examinaron el cuerpo fue la falta de los órganos sexuales, y que esta amputación la había sufrido el cuerpo un poco antes o inmediatamente después de morir. Esto indicaría una posible dolencia del faraón -¿cáncer de testículos?-, que incluso podría haberle causado la muerte, o tal vez una práctica funeraria poco conocida que no practicaron otros reyes.
Sea como fuere, el anciano Merenptah estaba lleno de achaques en el momento en que le llegó la muerte: los dientes estaban muy desgastados y sufría una artritis degenerativa y arteriosclerosis en la columna vertebral. También se ha podido apreciar que tiene los fémures fracturados, pero es posible que esto se produjera tras la muerte. No obstante, está claro que Merenptah tuvo una vejez tan difícil y sufrida, si no más, que su padre el gran Ramsés.